# August Allebé
August Allebé (Amsterdam, 1838 – Amsterdam, 1927) è stato un pittore olandese.
Nel 1857 si recò a Parigi, dove fu fortemente influenzato dal Romanticismo. Trattò la pittura di genere, con minuzia di particolari e spiccata ricerca verso la percezione della luce in luoghi chiusi.
Insegnante fin dal 1870 diresse per un arco di ventisei anni (1880-1906) l'Accademia di Amsterdam.